# Bulbophyllum heterorhopalon
Bulbophyllum heterorhopalon là một loài phong lan thuộc chi Bulbophyllum.